# Uli Maslo
Uli Maslo (ur. 6 lipca 1938 w Wattenscheid) – niemiecki piłkarz, a także trener.

## Kariera piłkarska
W trakcie kariery Maslo grał w zespołach SG Wattenscheid 09, Rot-Weiss Essen oraz RCH Heemstede.

## Kariera trenerska
Maslo karierę rozpoczął w zespole FC Schalke 04, gdzie trenował juniorów, był asystentem, a w 1977 roku został trenerem pierwszej drużyny. W Bundeslidze zadebiutował 7 stycznia 1978 roku w wygranym 3:0 spotkaniu z 1. FC Kaiserslautern. W tym samym roku zajął z Schalke 9. miejsce w Bundeslidze, które okazało się jego najwyższym w karierze. Wtedy też odszedł z klubu.
Następnie Maslo prowadził inne pierwszoligowe drużyny, Borussię Dortmund oraz Eintracht Brunszwik. Wraz z Eintrachtem w 1980 roku spadł do 2. Bundesligi Nord, ale w 1981 roku wrócił z nim do Bundesligi. Prowadził go do kwietnia 1983 roku.
Potem ponownie trenował Borussię Dortmund. W 1985 roku wyjechał do Kataru, gdzie został szkoleniowcem zespołu Bahrain Riffa Club. W 1986 roku zdobył z nim mistrzostwo Kataru oraz Puchar Kataru. Jego kolejnym klubem był Qatar SC. W 1990 roku prowadził reprezentację Kataru.
W tym samym roku Maslo wrócił do Qatar SC. Następnie trenował Eintracht Brunszwik oraz Bahrain Riffa Club. W 1994 roku został szkoleniowcem niemieckiego FC St. Pauli, grającego w 2. Bundeslidze. W 1995 roku awansował z nim do Bundesligi. W kwietniu 1997 roku odszedł z klubu. Jego następnym klubem była drugoligowa Fortuna Düsseldorf, którą prowadził w sezonie 1997/1998.